# 福島新橋
福島新橋（ふくしましんばし）は、助任川に架かる平面の橋である。
徳島県徳島市中洲町一丁目（西岸）と徳島市新南福島一丁目（東岸）を結ぶ。

## 歴史
1927年（昭和2年）2月に地元住民が徳島市中央交通整備期成同盟会を結成し、市中央部の中洲と対岸の木工業の町福島を結ぶ鉄筋コンクリート橋の架設運動に始まる。
一方で、福島港の港湾機能を破壊するものとする架設反対論を引き起こした。このような中で翌3年に港湾機能を破壊しない開閉橋を架けることとなり、翌4年に徳島市によって着工され、1930年（昭和5年）3月に当時県下唯一の開門橋として完成。
その後、1945年（昭和20年）7月の徳島大空襲によって橋脚が破壊されたため、1949年（昭和24年）2月に改修された。

## 隣の橋梁
（上流） - 福島橋 - 福島新橋 - 中洲みなと橋 - （下流）